# 口孜镇
口孜镇，是中华人民共和国安徽省阜阳市颍东区下辖的一个乡镇级行政单位。

## 行政区划
口孜镇下辖以下地区：
刘伶街社区、济河村、王老庒村、曹庄村、杜康村、洪沟村、花园村、焦庄村、饶海村、白园村、枣园村、后楼村、白屯民族村、王庄村、大坝村、洪阳村和钓台村。